# Gogolj Fest (međunarodni festival)
GOGOLJfest (ukr. ГОГОЛЬfest) je prvi poludisciplinarni višednevni međunarodni festival suvremene umjetnosti, otvoren prvi puta u ukrajinskom Kijevu 2007. godine. Uz prezentacije najboljih umjetničkih primjeraka s ukrajinske i svjetske pozornice, kreativnih i intelektualnih reusrsa, umjetničkih spona između različitih generacija ukrajinskih umjetnika i kvalitetne reintegracije u svijet kulture, «GOGOLJfest» nudi vrlo kreativno okruženje koje teži postati jedno od ključnih inspirativnih, obrazovnih i razvojnih središta ukrajinske, ali i međunarodne kulture. Festival je dobio ime po slavnom ukrajinskom i ruskom pjesniku Nikolaju (Mikoli) Vasiljeviču Gogolju.
«GOGOLJfest» u svom programu uključuje niz suvremenih umjetničkih disciplina poput moderne glazbe, plesa, eksperimentalnog kazališta, scenografije, slikarstva, dizajna, audiovizalne umjetnosti i drugih oblika kreativnog umjetničkog izražavanja. Program se održava unutar jednog većeg muzejskog prostora odnosno kijevskog kulturnog centra poznatog kao «Mistetskij Arsenal». Konačni cilj kompletnog projekta «GOGOLJfest» je u skoroj budućnosti postati utjecajan i prepoznatljiv međunarodni festival sa svojim središtem u Ukrajini, nalik Avignonu ili Cannesu iz Francuske, Čekovu iz Rusije ili Venecijanskom iz Italije. 

## Vanjske poveznice i izvori
- ГОГОЛЬFEST –  перший на Україні щорічний полідисциплінарний Міжнародний фестиваль сучасного мистецтва.  Arhivirana inačica izvorne stranice od 5. rujna 2009. (Wayback Machine)
- ВЕЛИКОСОРОЧИНСЬКИЙ ЛІТЕРАТУРНО-МЕМОРІАЛЬНИЙ МУЗЕЙ М.В. ГОГОЛЯ
- «GogolFEST» in Each House[neaktivna poveznica]